# Alfredo Toxqui
Alfredo Toxqui Fernández de Lara (San Pedro Cholula, Puebla; 5 de agosto de 1913 - Puebla de Zaragoza, Puebla; 1 de abril de 2004) fue un médico y político mexicano originario del municipio de San Pedro Cholula, ciudad ubicada al poniente de la zona conurbada del municipio de Puebla. Reconocido por su labor conciliadora al frente del gobierno del estado de Puebla, cargo que ejerció en el período 1975-1981, el Doctor Alfredo Toxqui fue el primer gobernador en terminar completo su mandato después de más de 10 años de interinatos y gobiernos provisionales provocados por los enfrentamientos entre universitarios y autoridades y del endurecimiento de las políticas del gobierno mexicano contra los grupos contrarios al dominio del Partido Revolucionario Institucional, fueran de izquierda o de derecha.

## Carrera
Alfredo Toxqui Fernández de Lara “estudió la primaria en la Escuela Lafragua y la carrera en el Colegio del Estado”, hoy Benemérita Universidad Autónoma de Puebla, de la que “se recibió el 18 de octubre de 1939”.
A pesar de haber sido gobernador y ocupado numerosos cargos políticos y legislativos, el Doctor Toxqui aun fue presidente municipal de su ciudad natal y, en los últimos días de su vida, candidato a la Medalla Belisario Domínguez que otorga cada año el Senado de la República. No obstante ser uno de los mejores candidatos, dicho galardón le fue concedido ‘’post mortem’’ al Ingeniero Heberto Castillo, quien falleció siendo Senador en funciones por el Partido de la Revolución Democrática.
Más allá de las filias y las fobias, el Doctor Alfredo Toxqui Fernández de Lara es una figura emblemática en la política local del estado de Puebla y al interior del Partido Revolucionario Institucional.

## Cargos profesionales y académicos
- Médico del Pabellón “Rafael Lucio” del antiguo Hospital General.
- Director de la Clínica 1 del Instituto Mexicano del Seguro Social (IMSS).
- Director de la Clínica 2 del Instituto Mexicano del Seguro Social (IMSS).
- Director del Sanatorio 1 de Puebla.
- Director del Sanatorio del Portalillo (a un lado del Teatro Principal de la ciudad de Puebla), hoy sede del Instituto de Estudios Judiciales del Poder Judicial del Estado de Puebla.
- Profesor de Física en la Escuela Preparatoria del Colegio del Estado (hoy Benemérita Universidad Autónoma de Puebla).
- Profesor de Técnica Quirúrgica en el Colegio del Estado.
- Profesor de Clínica Quirúrgica en el Colegio del Estado.

## Cargos políticos y oficiales
- Secretario General del Sindicato de Trabajadores del IMSS en el Estado de Puebla.
- Secretario General de la Federación de Médicos y Conexos del Estado de Puebla.
- Primer Regidor Suplente (presidente municipal suplente) del municipio de Puebla.
- Diputado a la XLIII Legislatura del Honorable Congreso de la Unión (1963 –1966).
- Subdirector de Gobernación de la Secretaría General de Gobierno del Estado de Puebla (hoy Secretaría de Gobernación del Estado).
- Oficial Mayor del Gobierno del Estado de Puebla (hoy el cargo equivale al de Secretario de Finanzas y Administración).
- Secretario General de Gobierno del Estado de Puebla por Ministerio de la Ley.
- Secretario General de la Confederación Nacional de Organizaciones Populares (CNOP) en el Estado de Puebla.
- Secretario General del Comité Directivo Estatal del Partido Revolucionario Institucional (PRI) en Puebla.
- En 1970, presidente interino del Comité Directivo Estatal del Partido Revolucionario Institucional (PRI) en Puebla.
- Senador de la República por el Partido Revolucionario Institucional (PRI) a las XLVIII y XLIX Legislaturas representando al estado de Puebla. Aunque dichas legislaturas comprendieron los períodos 1970-1973 y 1973-1976, el Doctor Toxqui se retiró del cargo en 1974 para contender por la gubernatura del Estado de Puebla y tomar posesión en 1975 como nuevo jefe del Ejecutivo Poblano.
- Gobernador Constitucional del Estado de Puebla (1975-1981).
- Embajador Extraordinario y Plenipotenciario de México ante la república de Argelia, la república de Túnez y la república Árabe Saharahui de 1981 a 1984.
- Miembro del Consejo Político Estatal del Partido Revolucionario Institucional (PRI) en Puebla.
- Presidente Constitucional del Municipio de San Pedro Cholula, Puebla (1993-1996).

## Sociedades profesionales
Además de su intensa vida política y profesional, el Doctor Alfredo Toxqui Fernández de Lara perteneció a dos asociaciones de profesionales de la medicina.
- Miembro de la Sociedad Médica “Francisco Marín” A. C.
- Miembro de la Sociedad Médica del IMSS.